# Heliconius ulrica
Heliconius ulrica är en fjärilsart som beskrevs av Jacob Hübner 1816. Heliconius ulrica ingår i släktet Heliconius och familjen praktfjärilar. Inga underarter finns listade i Catalogue of Life.